# 拉塔拉
拉塔拉，是西班牙卡斯蒂利亚-莱昂萨拉曼卡省的一个市镇。 总面积12平方公里，总人口135人（2001年），人口密度11人/平方公里。